# Riemann-functie
De Riemann-functie, ook wel de popcornfunctie, functie van Thomae of regendruppelfunctie genoemd, is een variant op de Dirichletfunctie. De Riemann-functie is gedefinieerd als de functie
{\displaystyle f:[-1,1]\to \mathbb {R} }
met
{\displaystyle f(x)={\begin{cases}{\frac {1}{q}}\quad {\mbox{als }}x={\frac {p}{q}}{\mbox{ met }}p{\mbox{ en }}q{\mbox{ gehele getallen en relatief priem}}\\\\0\quad {\mbox{als }}x\notin \mathbb {Q} \end{cases}}}
De Riemannfunctie is in tegenstelling tot de Dirichletfunctie, die overal discontinu is, alleen discontinu in de rationale getallen, maar continu in alle andere, dus irrationale getallen.